# Ta trzecia
Ta trzecia – humoreska autorstwa Henryka Sienkiewicza opublikowana po raz pierwszy w „Kurierze Codziennym" w 1888 roku, a w formie książkowej w tomie dziewiętnastym Pism w 1889 roku.

## Treść
Bohaterami utworu są dwaj ubodzy aryści-malarze, Magórski i Światecki. Magórski jest zaręczony z panną z dobrego domu, jednak odrzucony z powodu ekscentrycznego zachowania. Wszystko zmienia się, kiedy jeden z jego obrazów Żydzi nad rzekami Babilonu otrzymuje nagrodę w konkursie paryskim. Nagroda przynosi mu sławę i pieniądze, a także powodzenie u kobiet. Ostatecznie malarz znajduje szczęście w małżeństwie z zakochaną w nim od dawna uroczą aktorką. Utwór jest satyrą na środowisko burżuazji oraz interesującą charakterystyką przedstawicieli cyganerii artystycznej. 
Nowela była przełożona na 15 języków.